# Brian Goodwin
Brian Carey Goodwin (25 de marzo de 1931 - 15 de julio de 2009) fue un reconocido matemático y biólogo nacido en Montreal, Canadá. Estudió en la Universidad McGill y emigró al Reino Unido, donde se convirtió en profesor a tiempo completo en la Open University hasta su retiro en 1992. Goodwin uno de los fundadores clave de una rama de la biología matemática conocida como biología teórica que se centra en los métodos de la matemática y de la física para comprender los procesos biológicos. Su campo de estudio fue la morfogénesis y la evolución, donde desarrolló una evaluación crítica del papel de la selección natural. 
Miembro fundador del Instituto de Santa Fe en Nuevo México, fue uno de los principales defensores de la biología explicada desde la perspectiva de los sistemas complejos. Así mismo, Goodwin defendió una unificación de la ciencia y las humanidades. Luego de su retiro, pasó a colaborar con el Schumacher College, situado en Devon, Reino Unido. 

## Obra
Goodwin se posiciona en contra del reduccionismo genético y de la pretensión de genocentrismo. Un embrión  no puede, en modo alguno, ser producto únicamente de determinaciones genéticas, tal y como sugería Richard Dawkins. Goodwin estudiará los diferentes sistemas de desarrollo y demostrará la existencia de regularidades comunes entre ellos, esto es, dará cuenta de principios genéricos de organización. Con el estudio de las dinámicas genéricas Goodwin limita radicalmente el papel atribuido a los genes.
Una de las características de los genes es su, en principio, infinita variabilidad, esto es: las recombinaciones de ADN son en principio todas posibles y, por tanto, si las variaciones morfológicas únicamente tienen que ver con recombinaciones, mutaciones, etc. a nivel de los genes, entonces todas las variaciones son posibles. Lo que Goodwin –entre otros- demuestra, es que existen precisamente dinámicas del desarrollo que limitan las posibles recombinaciones. No todas las formas son posibles, existe un campo morfogenético (determinado por una serie de ecuaciones) que limita el conjunto de las variaciones posibles.
La corriente estructuralista dentro de la cual se enmarca Goodwin y que se presenta como opuesta a las interpretaciones neodarwinistas trata, entre otras muchas cosas, de clasificar aquellas dinámicas genéricas del desarrollo que son estables. Como explica Tomás García Azkonobieta en su tesis doctoral a propósito de ello: “La evolución no es un proceso en el que la selección natural guía al organismo hacia estados improbables de adaptación puesto que los sistemas de desarrollo están constreñidos por patrones morfogenéticos que limitan el conjunto de variantes posibles”.

### Libros
- 1989. Theoretical Biology: Epigenetic and Evolutionary Order for Complex Systems mit Peter Saunders, Edinburgh University Press, 1989, ISBN 0-85224-600-5
- 1994. Mechanical Engineering of the Cytoskeleton in Developmental Biology (International Review of Cytology), mit Kwang W. Jeon und Richard J. Gordon, Academic Press, London 1994, ISBN 0-12-364553-0
- 1996. Form and Transformation: Generative and Relational Principles in Biology, Cambridge Univ Press, 1996.
- 1997. How the Leopard Changed its Spots: The Evolution of Complexity, Scribner, 1994, ISBN 0-02-544710-6
(deutsch: Der Leopard, der seine Flecken verliert, Piper, München 1997, ISBN 3-492-03873-5)
- 2001. Signs of Life: How Complexity Pervades Biology, mit Ricard V. Sole, Basic Books, 2001, ISBN 0-465-01927-7
- Temporal Organization in Cells
- Analytical Physiology

### Artículos científicos
- Mendoza, M, Goodwin, BC, y Criado, C. (2004). Emergence of community structure in terrestrial mammal-dominated ecosystems. J. Theor. Biol. 230: 203-214
- Miramontes O, Solé RV, y Goodwin BC (2001). Neural networks as sources of chaotic motor activity in ants and how complexity develops at the social scale. International Journal of bifurcation and chaos 11 (6): 1655-1664.
- Goodwin BC. (2000). The life of form. Emergent patterns of morphological transformation. Comptes rendus de l'academie des sciences III - Sciences de la vie-life sciences 323 (1): 15-21
- Goodwin BC. (1997) Temporal organization and disorganization in organisms. Chronobiology international 14 (5): 531-536
- Goodwin BC. (1995) Biology is just a dance. In The Third Culture, ed. Brockman J. New York: Simon and Schuster.
- Solé, R., O. Miramontes, y Goodwin BC. (1993)Collective Oscillations and Chaos in the Dynamics of Ant Societies. J. Theor. Biol. 161: 343
- Miramontes, O., R. Solé, y BC Goodwin (1993), Collective Behaviour of Random-Activated Mobile Cellular Automata. Physica D 63: 145-160
- Goodwin, BC, y Briere, C. (1992). A mathematical model of cytoskeletal dynamics and morphogenesis in Acetabularia. The Cytoskeleton of the Algae, 219-238
- Gordon DM, Goodwin BC, y Trainor LH. (1992) A parallel distributed model of ant colony behaviour. J. Theor. Biol. 156: 293–307
- Goodwin BC (1989) Evolution and the generative order. In Theoretical Biology, ed. Goodwin B, Saunders P. Edinburgh: Edinburgh University Press
- Brière, C., y Goodwin, BC (1988). Geometry and dynamics of tip morphogenesis in Acetabularia. J. Theor. Biol., 131(4), 461-475
- Goodwin, BC, y Trainor, LEH. (1985). Tip and whorl morphogenesis in Acetabularia by calcium-regulated strain fields. J. Theor. Biol. 117: 79-106
- Webster G, Goodwin BC (1984) A structuralist approach to morphology. Rivista di Biologia 77: 503–532